# Julieta Granada
Julieta Granada (nascida em 17 de novembro de 1986) é uma golfista profissional paraguaia que joga no LPGA Tour e no Ladies European Tour, sediados nos Estados Unidos.
Se tornou profissional em 2005.

## Rio 2016
Julieta irá representar o Paraguai no jogo por tacadas individual feminino do golfe nos Jogos Olímpicos de Verão de 2016, no Rio de Janeiro, Brasil.